# 2007年のラジオ (日本)
2007年のラジオ (日本)では、2007年の日本のラジオ番組、その他ラジオ界の動向について記す。

## 主な出来事
- 1月1日 - 文化放送で松坂大輔特集番組
- 3月9日 - ニッポン放送、宮崎放送との共同制作で、特別番組「〜日本をどげんかせんといかん!〜東国原英夫のオールナイトニッポン」放送（都道府県の知事がオールナイトニッポンのパーソナリティを担当するのは史上初）
- 4月9日 - SHIBUYA-AXで「オールナイトニッポン40周年始球式!らいぶはじめまAX!!」開催
- 6月24日〜7月22日 - 「ヤンキー先生!義家弘介の夢は逃げていかない」の代替番組 「ラジオ青春白書」（DJ:新保友映）放送
- 7月7日 - ニッポン放送で11時間特別番組「Live Earth」放送。DJは荘口彰久
- 8月25日 - 日本武道館で「オールナイトニッポン武道館」開催（2007年8月26日・27日に関連特別番組を放送）
- 9月24日
  - ラジオドラマ「通天閣」（MBSラジオ、文化放送）で南海キャンディーズ山崎静代、村上ショージらがラジオドラマ出演
  - 9月17日 - ニッポン放送ラジオドラマスペシャル「もういちど」
- 10月7日〜10月28日に日曜4週に渡り、山寺宏一、山下容莉枝主演ラジオドラマ「象の背中」放送
- 12月31日 - JFN年越しラジオドラマ「銀色のハンドル」（すほうれいこ、伊達暁 主演）、小栗旬主演ラジオドラマ「ニューイヤーイブに逢いたい」（ニッポン放送）放送

## 主な放送番組

### 開始番組

#### 2007年1月放送開始
HBCラジオ
- 1月5日 - あらいおさむの「あら?いーね!」

エフエム北海道
- 1月5日 - GOLGODON（〜3月28日、DJ:大下宗吾）
- 1月10日 - Comfy Lullaby（DJ:JYONGRI）
- 1月11日
  - オトキタ 〜from AIR-G'〜（DJ:石川千鶴子）
  - METAL KNIGHTS!!〜鋼鉄の騎士団

エフエム・ノースウェーブ
- 1月7日 - 8090（DJ:古家正亨）

TBSラジオ
- 1月10日 - ずんずん落語（〜3月21日）

文化放送
- 1月6日
  - 彩菜&健 アニバラード
  - メガゾーン23 ON RADIO（〜3月31日）

ニッポン放送
- 1月1日 - BEAT CRUSADERS ヒダカトオルのオールナイトニッポン
- 1月3日 - 小栗旬のオールナイトニッポン

JFN
- 1月2日 - RADIO SESSIONS

放送局不明
- 1月6日 - 海香子のMAKE an EPOCH

#### 2007年4月放送開始
NHK-FM放送
- POP UP JAPAN

TBSラジオ
- トヨタプレゼンツ 秋元康のドラマティックドライブ〜いつも誰かと〜
- トーシン PRESENTS 不死鳥伝説
- 954ナビ
- ビビる大木のSPORTS☆STAR!!
- こちら山中デスクです
- 徳重聡の男ラジオ
- ライムスター宇多丸のウィークエンドシャッフル
- MIXUP
- 童謡詩人・金子みすゞ
- NISSAN 全国おとな電話相談室
- サタケミキオと宅間孝行
- バナナマンのバナナムーン
- 加藤浩次の吠え魂

文化放送
- 笑顔でおは天!!
- 吉田照美 ソコダイジナトコ
- セイ!ヤング ネクステージ（期間限定放送）
- 吉井歌奈子 ミュージックトリップ
- avex presents 桃井はるこのニコニコRADIO
- avex presents 桃井はるこのフムフムRADIO
- ガールズガード 女の子の保健室（DJ:赤枝恒雄）
- コードギアス 反逆の山々 DX
- Voice of A&G 超ラジ!AM
- 文化放送A&G Music Gallery
- 福井裕佳梨・川本成のカニフラワー
- 開け!!コンチェルトゲート♪

ニッポン放送
- おはよう!ニッポン全国消防団
- 栗村智 あなたと朝イチバン
- Good Music Saturday!
- 高橋克実と山瀬まみ おしゃべりキャッチミー
- 中島知子と鈴木おさむ エンタな日曜日
- 南原清隆のスポーツドリーム
- 長澤まさみ タイトル未定（仮）
- ポルノグラフィティ岡野昭仁のオールナイトニッポン（半年限定放送）
- オールナイトニッポン 有楽町音楽室
- 上原隆のオールナイトニッポン サポーターズ
- オールナイトニッポンRが芸人枠割当（月1回お笑いタレントパーソナリティ担当）

アール・エフ・ラジオ日本
- 敏・直樹・丈二のガッツリナイト
- 元爆&敬一のラジオDEシクヨロ!

J-WAVE
- METROPOLIS ACADEMY
- ALLEGRO ANDANTE

TOKYO FM
- ASAHI SUPERDRY MUSIC FLAG
- WONDERFUL WORLD
- Daily Planet
- DAY BREAK
- NIGHT GROUND
- Ameba Saeko’s Chat!
- 暁の自由時間
- BACKSTAGE
- the music, the earth conscious
- Audi MUSIC meets ART
- On the Album
- バーニャ・カウダ〜bagna cauda〜
- Message to the Blue Planet（2007年4月のみ、日曜10:00、DJ:高柳恭子）
- SUQQU presents松任谷正隆 Focus on
- カンクロード☆ヴァンダム
- ONE OK ROCKのもうすぐワンオクロック
- Live Scratch

ジャパンエフエムネットワーク
- SCHOOL NINE
- 百万人の源氏物語(日曜 朝4:00)
- 一青窈のもそもそラヂオ
- mihimaru GTのラジマルGT
- SEAMOの合格!天狗ゼミナール
- 伊藤由奈のHEART to HEART
- 東方神起 Bigeastation
- ムッシュかまやつ Keep On Running
- future program ROBO21(月 - 金曜23:55、DJ:長友仍世)
- Nippon Style
- LIVE FROM NEW YORK ワールドミュージックス“ビンテージ”(DJ:眞田薫)

東海ラジオ放送
- 安蒜豊三 夕焼けナビ
- 天野良春のリアル（「谷川明美の花鳥風月」が急遽中止となったため代わりにスタート）
- 山浦ひさし 全力疾走
- 直球勝負!大澤広樹
- 東海ラジオミッドナイトスペシャル
  - SHORT LEG SUMMER（火曜25:00）
  - Seiji（火曜26:00）
  - Elephant Girl（水曜26:00）
  - KAME&L.N.K（木曜26:00）

FM AICHI 807
- ハートフル・スタイル（月 - 金曜9:00）
- エンタメ・コング（月 - 木曜19:00）

ABCラジオ
- 征平・吉弥の土曜も全開!!（土曜10:00）
- 徳重聡の男ラジオ（土曜19:30）
- チュートリアルの声（土曜20:30）
- 福田沙紀と柳田理科雄のラジオ空想科学研究所（土曜21:30）新規ネット
- ラジオドラマ昔むかしのあるところ（日曜21:00）
- ザ・プラン9のお〜きなアナ（金曜25:00）
- ABCフレッシュアップJAM（土曜・日曜昼）
- ダンディ・サタデー／ダンディ・サンデー（土曜・日曜18:00）

MBSラジオ
- 上泉雄一の日曜スポーツ宣言!
- イマドキッC

ラジオ大阪1314 V-STATION
- ファンタスター学園
- 妄想ポンバシ系（金曜22:30）
- ナナカナ
- 福井裕佳梨の福袋

ラジオ関西
- こんにちよ〜!原田伸郎です（日曜10:00）
- 原田伸郎のドクターズ・トーク（土曜18:30）
- 小山乃里子の歌謡専科（月曜18:00）
- JAM×JAM（土曜19:00）

fm osaka
- Hello!
- セイジのもてらじ
- テイ子・正太のピカキン!

HBCラジオ
- DONと赤城のおぢさんツインカム!（土曜8:30）
- フォーク喫茶「青春復刻堂」（土曜19:00）

AIR-G'
- 夕方cafe
- R advance RAD'S
- JAZZ PLANET
- 星村麻衣 Welcome back
- GOTCHA!〜Fun's Radio〜（メグと麻美のBUZZ STATION）
- scratch!
- 水本香里のup to date
- O-toneたちのBetter Days
- MONORALのNAMARA PINK RADIO
- まな☆ViVa *
- music-AQUA-
- 気ままに地球時間
- NIKKEI 花のエコQ
- ほっかいどう宝島2007
- BODY MOVIN'
- 時計台ビリー
- MORY STAGE 放送時間繰上げ

FM NORTH WAVE
- URBAN REFLECTION（月曜24:00、2007年4月のみ、DJ・亀井さよこ）
- APPLE EDGE（火曜24:00、DJ・SHALE APPLE）
- UK BEAT（水曜24:00、DJ・GUY PERRYMAN）
- I LIFE SUNDAY（日曜7:00、DJ・竹本アイラ）
- SPALKLING SUNDAY（日曜11:00、DJ:奥かおる）

東北放送
- イキナリ! トータルテンボスののっぴきならナイト!

CROSS FM
- HELLO RADIO（月-金曜9:00）
- CROSS POWER CAST FRIDAY EDITION（金曜11:00）
- bay area kids（月曜15:00）
- CINEMA CAFE（金曜15:00）
- B2B RADIO（月-木曜19:00）
- MOON DRIVE（金曜23:00）
- MIDNIGHT DREAMER（金曜24:00）
- SOUL TRIBE（土曜21:00）
- CROSS SUNDAY SUBJECT（日曜7:00）
- VOX POP（日曜17:00）

新潟放送
- 独占!ごきげんアワー
- 縁歌劇場

JOEU-FM
- 太陽石油 presents 柴田淳の月と太陽(38局ネット)

Kiss-FM KOBE
- POP EXPRESS

エフエム佐賀
- もっと人の話を聞いたほうがいいと思います。（木曜21:00）

#### 2007年5月放送開始
文化放送
- 5月7日開始 - 大竹まこと ゴールデンラジオ!

TOKYO FM
- 5月6日〜5月24日 - Record Discovery
- 5月6日開始 - YKK APpresents 内田恭子のウチ・ココ〜ウチだけ、ココだけの話（毎週日曜10:30）

FM NORTH WAVE
- 5月6日開始 - MOONLIGHT AVENUE（日曜20:00、DJ:亀井さよこ）
- 5月7日開始 - a little bit of music（月曜24:00、DJ:UNCHAIN）

#### 2007年7月放送開始
TOKYO FM
- 7月1日開始 - Panasonic Melodious Library（日曜10:00、DJ:小川洋子）

NACK5
- 7月1日開始 - 松山千春 ON THE RADIO

bay fm
- 7月5日開始 - やわらかい月の下で（木曜25:00、DJ:moumoon）

ジャパンエフエムネットワーク
- 7月8日開始 - HEART OF ALOHA（DJ:CHIGUSA）

HBCラジオ
- EARTH RADIO（7月1日開始、日曜8:00）
- ちょっと森林のはなし（7月7日開始、土曜6:25）

AIR-G
- 7月2日開始
  - five minutes siesta（月 - 金曜13:40）
  - SOUND SPIRAL
- 7月5日開始 - ALvino翔太 心のままに（木曜25:00）

KBS京都
- 7月2日開始 - 私の街から医食同源物語

エフエム佐賀
- 7月2日開始 - ゲツ→モク（月 - 木曜11:30）

#### 2007年9月放送開始
- 9月1日〜11月24日 - メディアワークス DENGEKI 15×15[1]
- 9月2日開始 - プロエイジ presents 森山良子 輝けるあなたへ

#### 2007年10月放送開始
NHK
- 10月26日〜12月29日 - キョウト学生ラヂオ部 Presents オトナチック!ラジオ

TBSラジオ
- エキサイトベースボールマネージャーズ
- Kakiiin
- 10月6日開始
  - みうらじゅんの「サブカルジェッター」〜2番目がいいんじゃない
  - ケンドーコバヤシのキミナグ
  - 立川談志・太田光 今夜はふたりで
- 10月7日開始
  - 山田愛里プレシャスサンデー
  - 橋本清のエキサイトベースボールサンデー

ニッポン放送
- 10月1日開始
  - 小倉淳の早起きGoodDay!
  - 上柳昌彦のお早うGoodDay!
  - 垣花正 あなたとハッピー!
- 10月2日開始
  - メダマ!?ラジオ
  - タウンページpresents 石原良純のピーカン子育て日和!
- 10月4日開始
  - 竹中平蔵 ON AND ON
  - MLB NOW〜GO!GO! 松井秀喜
  - 欽ちゃんのドンといってみよう!野球盤
- 10月5日開始 - TOGGY'S Barボナセーラセニョリータ
- 10月6日開始
  - 師岡正雄のショウアップナイター編集部!
  - 中川翔子のGサイエンス!
  - タッキーの滝沢電波城
- 10月7日開始
  - 三宅裕司のサンデーハッピーパラダイス
  - サンデースポーツスピリッツ（DJ:山本剛士）
  - 笑福亭鶴光のサンデー○○リクエスト
  - 大沢あかねのハイジャンプ・レディオ!
  - 週刊!オトナ塾

文化放送
- 10月1日開始
  - AKB48 明日までもうちょっと。
  - 永田町エクスプレス（DJ:平沢勝栄）
- 10月2日開始
  - ラジオアミューズメントパーク・小島よしお ちゅぱちゅぱ ちゅっぱっぴー
  - 懸賞伝説
- 10月3日開始
  - コンドルズ 踊る!熱帯性会議
  - 太田英明のP!ck Up ★ STATION（マエセツ YK型）
  - 八反安未果 真夜中のスタンダード
- 10月4日開始 - 奥井亜紀の手紙（BBQR）
- 10月6日開始
  - 海江田万里のトクする朝
  - 三井生命 イブニングカフェ
  - 藤岡藤巻の一フジ二フジ三オヤジ
  - 浜松町サウンドファクトリー
- 10月7日開始
  - Sunday Stylish Golf
  - 兵藤ゆき・野村邦丸のブイブイトーク
  - ソレスタルステーション00

アール・エフ・ラジオ日本
- 10月2日開始
  - オトナの情報マガジン〜ザ・チャレンジ
  - ミュージック・ジャングル
- 10月3日開始
  - 研介&まりあの夜は歌っち!!
  - 加納典明の男のやりたい放題
- 10月6日開始
  - GOLDEN POP YEARS
  - ハープセラピスト小倉知香子の愛の引き潮
- 10月7日開始
  - 都一中の我ら夢中人
  - 上田利治の朝からどうでっか

茨城放送
- 10月5日開始 - THE FANTASTIC HOTEL〜Mito Plaza Hotel One Dozen Wonders〜

TOKYO FM
- TOSHIBA presents GIFT FROM THE WORLD（DJ:鈴木万由香）
- UCC TRADE WIND（DJ:阿久津愛）
- SCHA NOVA スチャノヴァ
- 風とロック（DJ:箭内道彦）
- 今井美樹 TOUCH&FEEL
- 石井週一（DJ:石井竜也）
- OLYMPUS JAZZ ON（DJ:グレース・マーヤ）
- 鈴木敏夫のジブリ汗まみれ（DJ:鈴木敏夫）

ジャパンエフエムネットワーク
- SUZUKI Inside Story（DJ:坂井真紀）
- AZ TIME MUSIC（DJ:東野純直）
- Radio 3on3（DJ:MAMUSHI、中田美香）
- Base Ball Bearのソフトボール同好会
- 高杉さと美 ゆりかごhour
- D.N.A.〜ロックの殿堂〜
- オレたち☆妄想族〜関根勤の頭の中〜
- ベビィ・ベビィ・ベイビィー〜子育てカレンダー〜
- ラジオ法律相談室（相談員・加藤裕之）
- LIFE QUALITY〜日本酒 STYLE〜（DJ:かの香織）
- LIFE QUALITY〜焼酎 STYLE〜（DJ:森雪之丞）
- 10月7日開始
  - MOSH（DJ:菊地浬）
  - チューリッヒ DRIVE EARTH
  - discord (ラジオ番組)

ミュージックバード
- 夏目ナナのキラキラ☆moonbow
- 週刊 軽井沢れでぃおまがじん
- 八重山オーリタボーリ
- クラシック・ブーケ
- 昭和ヒットファイル

J-WAVE
- 10月1日開始
  - BODY MOVIN'
  - MIDNIGHT TRAIN
  - PLATOn
- 10月5日開始 - PARADISO
- 10月6日開始
  - RADIO DONUTS
  - MITSUI FUDOSAN RESIDENTIAL SOUNDS & CITIES
  - GOOD VIBEZ
- 10月7日開始
  - HAPPINESS
  - RADIO SAKAMOTO

InterFM
- HILLSIDE PARADISE
- InterFM Campus Radio Tiara Girl
- UP's BEAT
- FIVE STARS
- INTER VALUE
- TOKYO SONIVO!
- MIDNIGHT VOICE（DJ:テレビ東京アナウンサー・前田真理子、前田海嘉、高蝶恵介）
- MIO's Chansonight
- お散歩推進協会 presents Walking Holiday
- antique cafe
- MORNING SALAD

NACK5
- 10月2日開始 - GO GO!BE STAR(DJ:TONO{11-A.REPUBLIC})

STVラジオ
- さっぽろ吉本男まつり
- 藤井孝太郎のアタックヤング
- 10月6日開始
  - ヤクルト健康のススメ
  - 工藤じゅんきの人生総天然色 再開
  - 週刊ラジオメンバーズ
- 10月7日開始
  - 日曜ようこのコケコッコー（DJ:とついようこ）
  - サンデースクランブル
  - サンデーミュージックファイター
  - STVラジオ 日高塾
  - 今関安雄の日曜学校
  - ニセコlife style
  - 福永俊介のぷくぷくメガネ
  - 小松優一の優しさ流星群
- 10月14日再開 - 喜瀬ひろしの大発見

HBCラジオ
- 継続断行バラエティー「アキトム!」 (編成困惑)
- ワンアーティストスペシャル オンリーワン! 〜セカンドシーズン
- HBCミュージックナイター「フルカウント!」
- ファイターズプレス!
- 麗音's Girls Talk

AIR-G
- 10月5日開始 - 谷本光 Thanks To Music!!
- 10月6日開始 - L.G.R.〜オールバイトニッポン〜（DJ:山田瑞希）
- 10月7日開始
  - siori no yoru
  - AEI INTERWORLD presents　おいしい時間（DJ:五十嵐浩晃）

FM NORTH WAVE
- 10月1日開始
  - PM POWER RADIO（平日12:00-14:00）
  - MUSIC SPICE（DJ:潮音、平日14:00-16:00）
  - Urban Hype（DJ:ナオミ、平日20:00-22:00）
- 10月2日開始
  - MAEMALADE JAM（DJ:PE'Z、火曜 22:00-23:00）
  - ZA MIXTURE（DJ:鈴木しょう治、火曜 23:00-24:00）
- 10月3日開始 - モ☆ノースウェーブライト（DJ:monobright）
- 10月4日開始 - TSUYOSHI YAMANAKA MIDNIGHT TOKYO
- 10月5日開始
  - BLAZIN' STYLEZ（金曜17:00-19:00 DJ: 中田ゆかり）
  - DAISHI DANCE IN MIX
- 10月7日開始 - MOON GLOW（日曜22:00-24:00、DJ: 森ルナ）

ABCラジオ
- 10月6日放送再開
  - 大西ユカリのハッスル歌謡曲
  - 小山乃里子のハートにスニーカー

MBSラジオ
- 浜村淳おすすめ!京阪源氏物語紀行
- 秋かおり 歌謡タイム
- ぼちぼちいきまひょ
- 豊島美雪・森靖子イケモン市場
- MBSどっと!アナ
  - 上泉雄一の発信!UWAらじお
  - 魁!ヤマナカワタ
  - スッゴイ!オオツキムラの時間
  - DJ OKAN R35
  - INO-KONボンバイエ
  - マイコー Jポップステーション
- 日曜玉手箱
- MPO Yeah!
- 丑バラ〜USHIBARA〜
- Hz1179
- 特集1179
- サンデースペシャル
- ますだおかだてらだのベースボールキッズ

ラジオ大阪1314 V-STATION
- サイキックラバーのポンバシにかける橋
- プリズムナイト（DJ:落合祐里香）
- ザ☆ボンのレッツセイハロー
- コスって!アヤミー☆
- めいめいも 〜黄色いアヒル豆〜（DJ:三瓶由布子ほか、声優・V-STATIONから移植）

ラジオ関西
- ラジ関金曜 小山乃里子です
- 名曲☆ラジオ☆関西 ら・ら・ら歌謡曲
- ラジ関イブニング池田奈月です

和歌山放送
- つれナイプロローグ

CBCラジオ
- Link!!
- はあさんがやってきた はあ!はあ!はあ!
- ハイパーナイト
  - 音楽ガッタスのGuts10☆ガッタス!!
  - Perfumeのパンパカパーティー
  - ROCK'N THURSDAY

東海ラジオ
- 兵藤ゆき&タイムマシーン3号の2COOL!WednesdayBB〜ゆき姉の部屋〜

エフエム山陰
- V-air朝☆ピタ!〜Start Me Up〜
- MIRACLE P.M.

RKBラジオ
- 商店街応援キャンペーン
- 10月6日開始
  - 王理恵のおさんぽノート
  - 島田誠のおだまりっ!ザウルス

RCCラジオ
- サンデースタジアムGOGO
- 不滅の名盤 酒と涙とロックンロール
- RCCウィークリーカウントダウン

KBCラジオ
- 10月2日開始 - しゃべら夜はじまらない
- 10月6日開始 - MASAKIの「チア〜ズ!!」
- 10月7日開始 - さくら色の音楽絵巻
- 11月11日〜12月30日 - 大沢在昌ラジオドラマシリーズ「ザ・ジョーカー／亡命者 ザ・ジョーカー」

エフエム佐賀
- 夕方ラジオ チェケラッチョ/夕方ラジオ チェケラッチョFRIDAY

OBSラジオ
- 朝感ラジオ
- リフレッシュ@
- ごごらくワイド

RKKラジオ
- だいじょ〜ぶラジオ
- ジャズの専門店

#### 2007年11月放送開始
TBSラジオ
- 11月3日開始 - 京極夏彦 「怪」ラヂヲ〜妖怪の周辺〜

文化放送
- 11月4日開始
  - 中西哲生のなでしこ応援団
  - SHIHOのTOKYO UBERSEXUAL LIFE NEXT
- 11月5日開始 - 井上和香の就職戦士ブンナビ!
- 11月10日開始 - いとうせいこう GREEN FESTA

STVラジオ
- 11月4日開始 - すぎもとまさとのBarスターライト（日曜19:30）

AIR-G'
- 11月5日開始 - OKI・インカラ・チャシ

#### 2007年12月放送開始
FM NORTH WAVE'
- 12月3日開始 - SOUL STONE 〜タネ魂〜（DJ：種浦マサオ）

### 終了番組

#### 2007年3月放送終了
新潟放送
- 29日 - ミュージックポスト

文化放送
- 30日 - 吉田照美のやる気MANMAN!

#### 2007年9月放送終了
大阪放送
- 29日 - ラジオ大阪ドラマティックナイター